# Jean-Baptiste Cyrus de Timbrune de Thiembronne

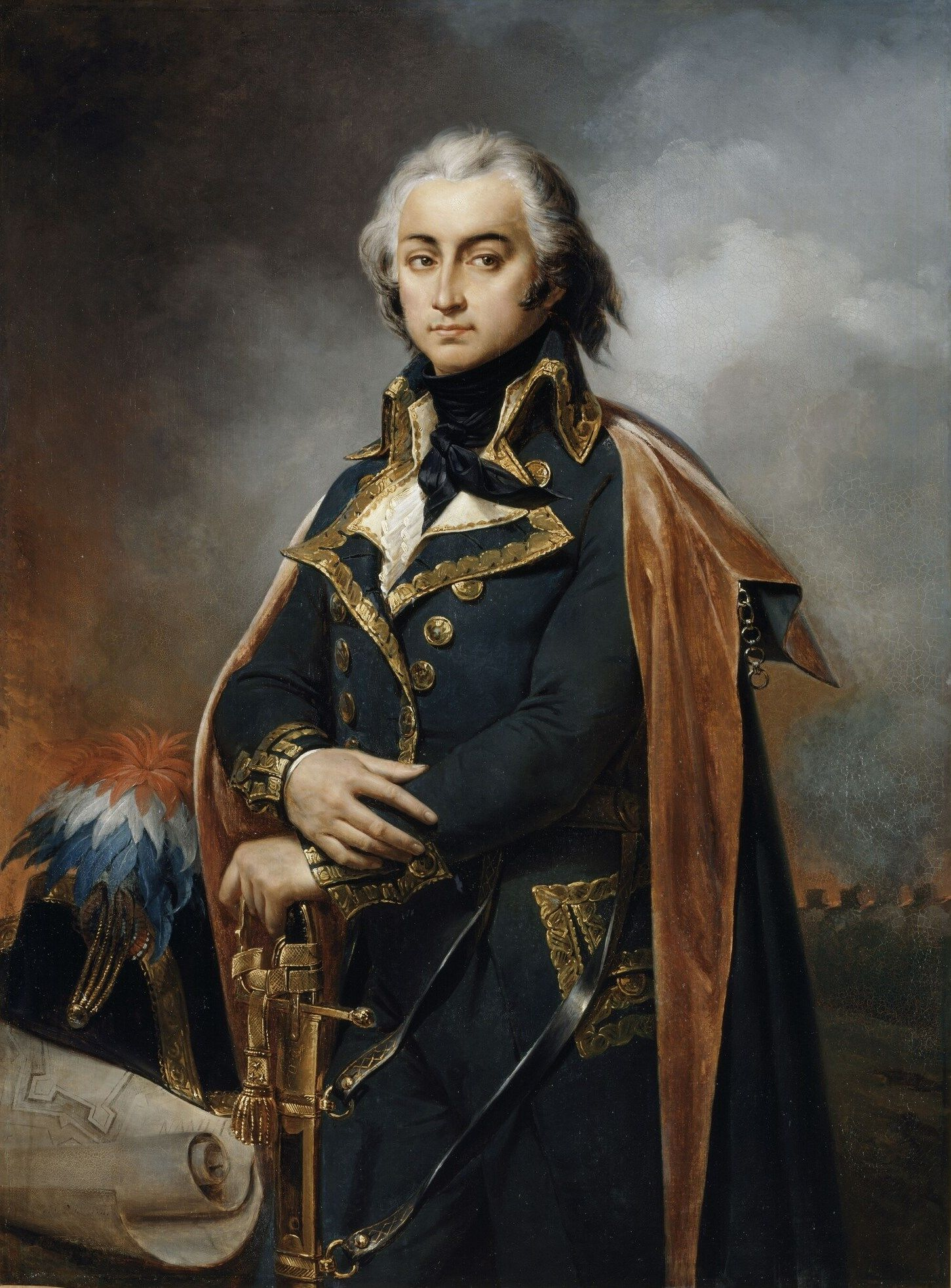
Generaal Jean-Baptiste-Cyrus-Marie-Adélaïde de Timbrune

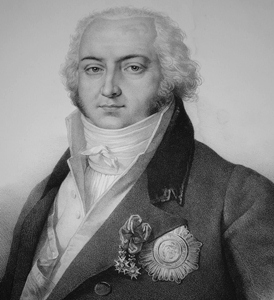
Na de restauratie met de ster van de Orde van Sint-Hendrik en miniaturen van het Legioen van Eer en de Militaire Orde van de Heilige Lodewijk.

Jean-Baptiste-Cyrus-Marie-Adélaïde de Timbrune, comte de Valence (Agen op 22 september 1757 – Parijs op 4 februari 1822) was een Frans generaal. Zijn naam wordt ook wel als "Jean-Baptiste Cyrus de Timbrune de Thiembronne" of "Jean-Baptiste-Cyrus-Marie-Adélaïde de Timbrune de Thiembronn Valence" geschreven. Hij was vicomte (burggraaf), later graaf.

## Biografie
In 1773 werd hij gouverneur van de École Militaire in Parijs. Na een korte politieke loopbaan keerde hij terug in het leger waar hij betrokken was bij de Slag bij Valmy, het keerpunt van de aanval van Pruisen en Oostenrijk op het revolutionaire Frankrijk. Timbrune vocht in wat nu België is en was aanvoerder van het Leger van de Ardennen. In de Tweede Slag bij Neerwinden werd. De inmiddels "ci devant" burggraaf de Valence moest voor de Franse Revolutie vluchten maar keerde ten tijde van het meer gematigde Directoire terug. Onder Napoleon vocht hij in Spanje en in de Duitse bevrijdingsoorlog. Napoleon benoemde hem tot commandeur in het Legioen van Eer. Hij was de secretaris in de senaatsvergadering die Napoleon in 1814 afzette.
Op 4 juni 1814 werd hij door Lodewijk XVIII tot pair van Frankrijk en grootofficier van het Legioen van Eer benoemd. Lodewijk XVIII benoemde hem tot senator maar na de terugkeer van Napoleon uit Elba diende de graaf de Valence gedurende de "honderd dagen" Napoleon. Deze vertrouwensbreuk werd pas in 1819 weer hersteld toen Graaf de Valence door de Bourbons weer in genade werd aangenomen. Van 1819 tot zijn dood in 1822 was hij een gematigd liberaal lid van het Franse Hogerhuis.

## Eerbetoon
Zijn naam is onder die van de glorierijke Franse generaals op de Arc de Triomphe in Parijs vermeld. Hij werd onderscheiden met het Legioen van Eer waarin hij commandeur en later grootofficier was, de Orde van Sint-Lazarus en de Militaire Orde van de Heilige Lodewijk. Hij was grootkruis van de Saksische Militaire Orde van Sint-Hendrik.